# Musikmuseum (Bazel)
Het Musikmuseum, ook wel Museum für Musik (Duits, voluit: Historisches Museum Basel – Musikmuseum), is een museum in Bazel. Het is een van de vier vestigingen van het Bazelse Historische Museum.

## Geschiedenis en achtergrond
Het is gevestigd in het historische pand 'Lohnhof' dat aanvankelijk sinds circa 1070 een klooster was. Vervolgens was het een boerderij, en van 1835 tot 1995 was het in gebruik als onderzoeksgevangenis.
Het museum werd geopend in 2000 en heeft meer dan 3000 stukken in het bezit. Het heeft daarmee de grootste muziekinstrumentenverzameling van Zwitserland.

## Collectie
De muziekinstrumenten vormen soms een deel in hun oorspronkelijke context en zijn soms gegroepeerd naar soort muziekgelegenheid of muziekstijl. De muziekinstrumenten dateren uit vijf eeuwen en bewegen zich rond drie thema's:
- Muziek uit Bazel;
- Concert, gezang en dans;
- Parade, feest en signalen.

Uit de collectie worden er 650 muziekinstrumenten permanent geëxposeerd, verdeeld over drie verdiepingen en onder meer in vierentwintig voormalige gevangeniscellen. Hieronder bevinden zich alle denkbare instrumenten, zoals koperblazers, strijkers en trommels en elektronische muziekinstrumenten. Via interactieve beeldschermen kunnen tweehonderd klanken en muziekvoorbeelden worden opgeroepen.
Daarnaast zijn er wisselende exposities te zien, zoals pop@basel – Pop und Rock seit den 1950ern in 2013.

## Galerij

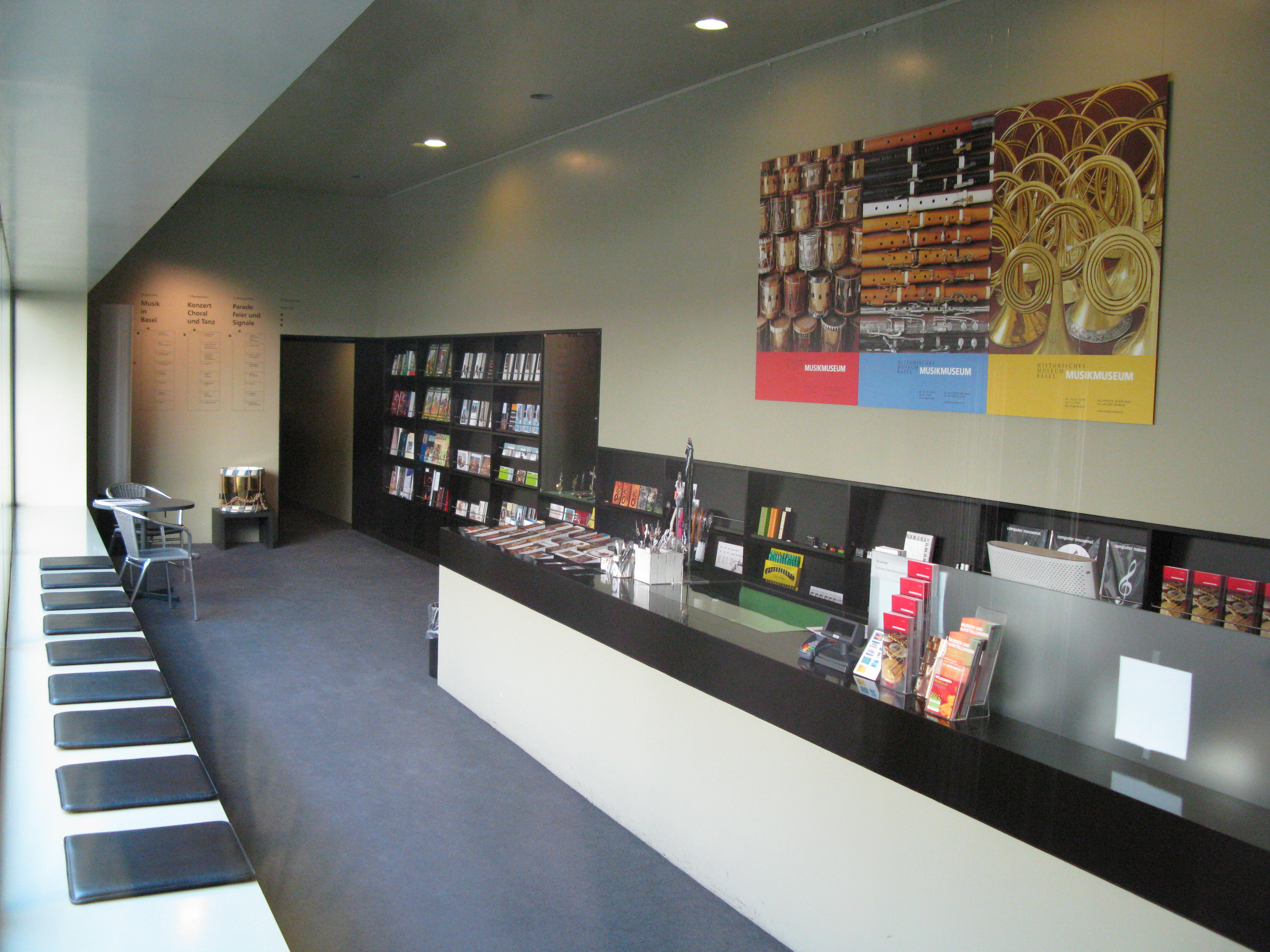
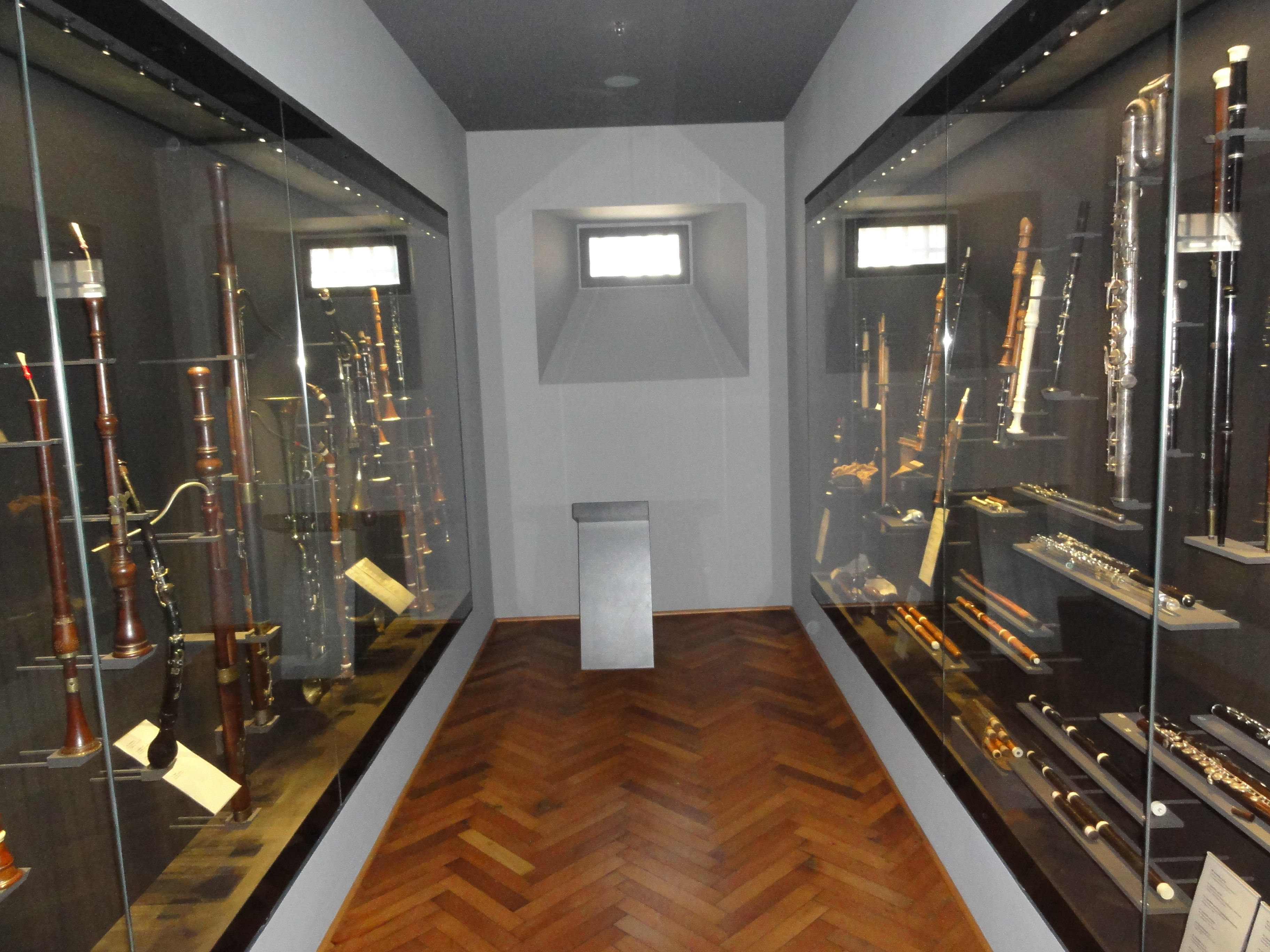
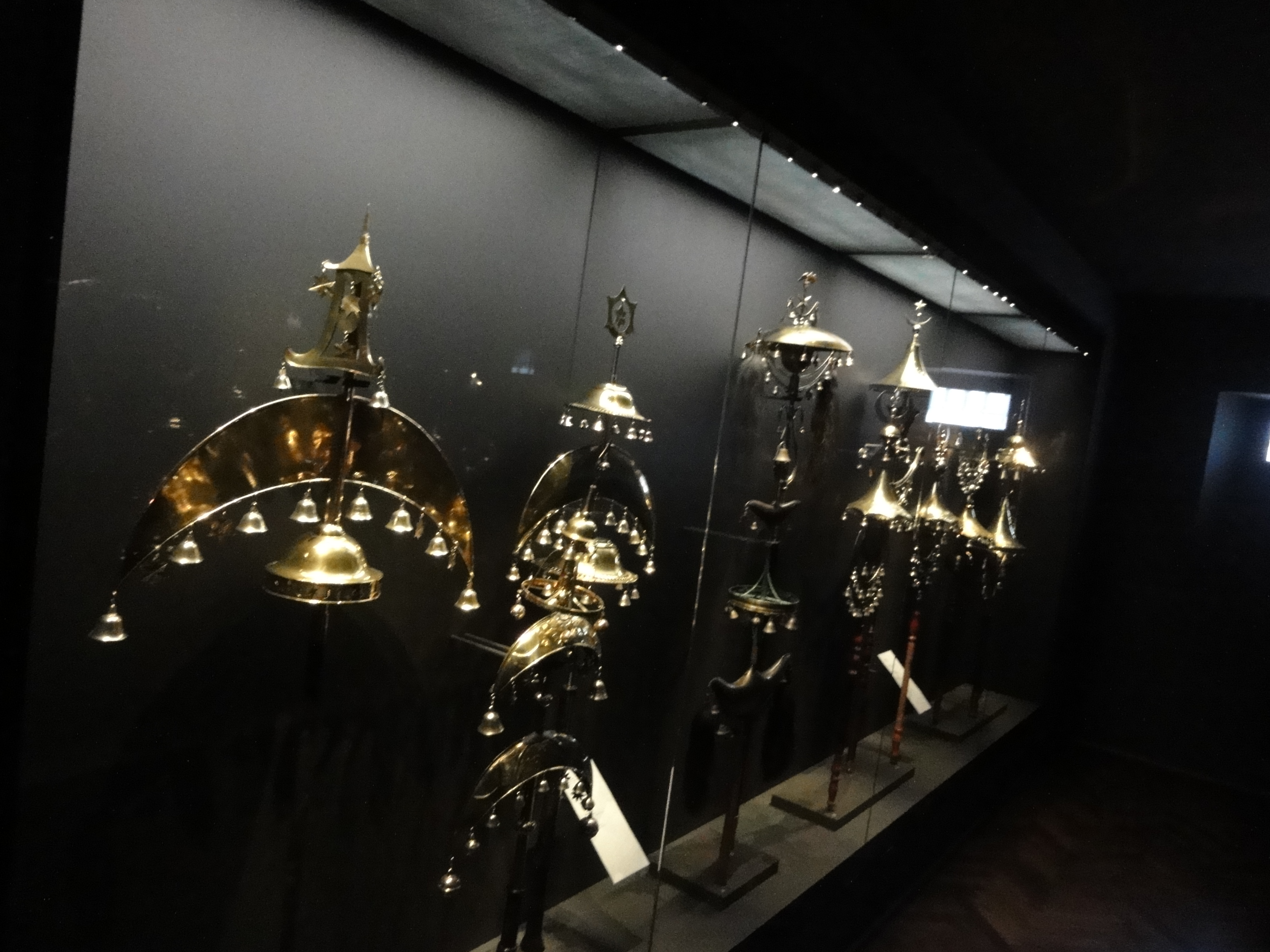
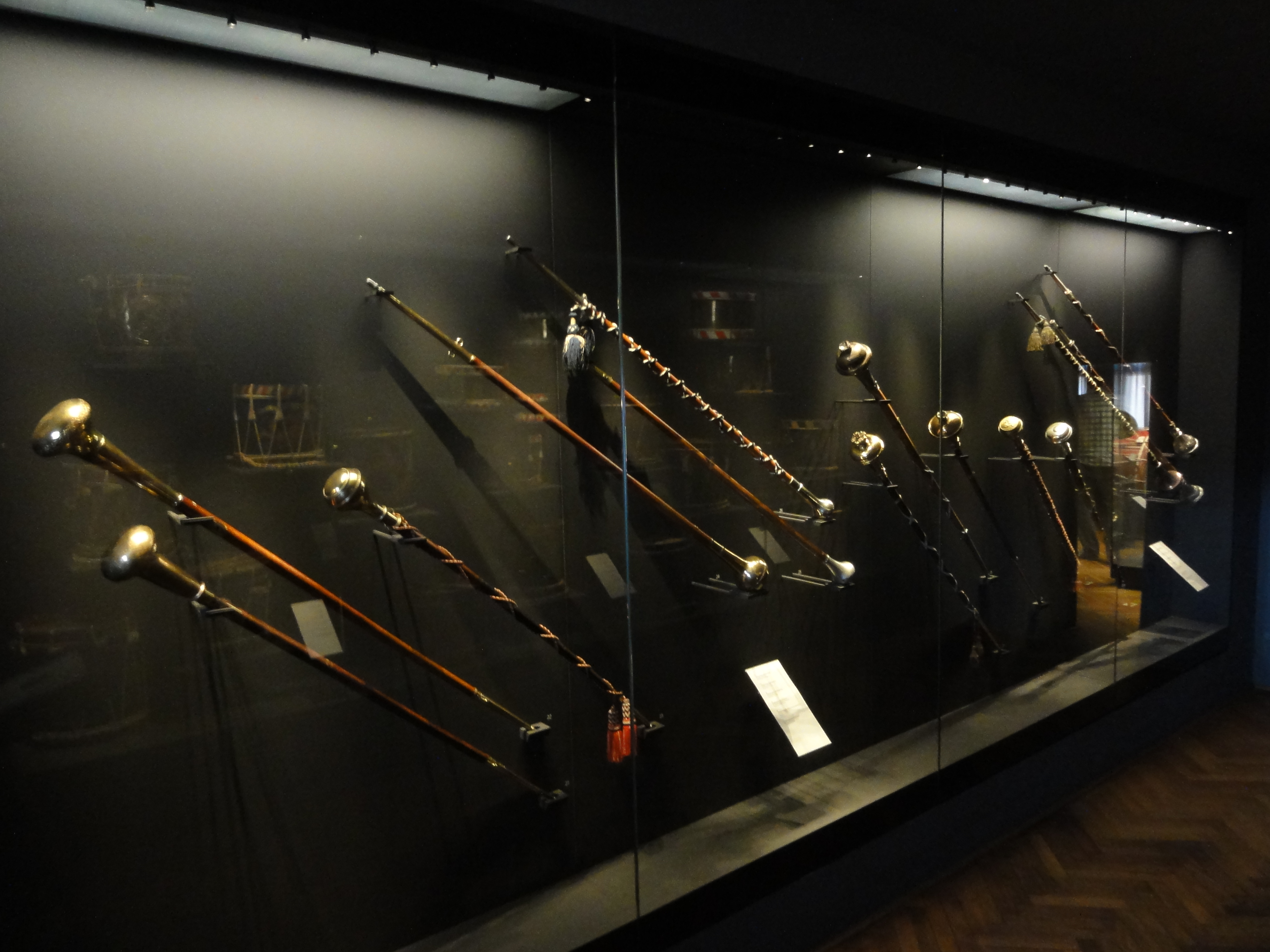
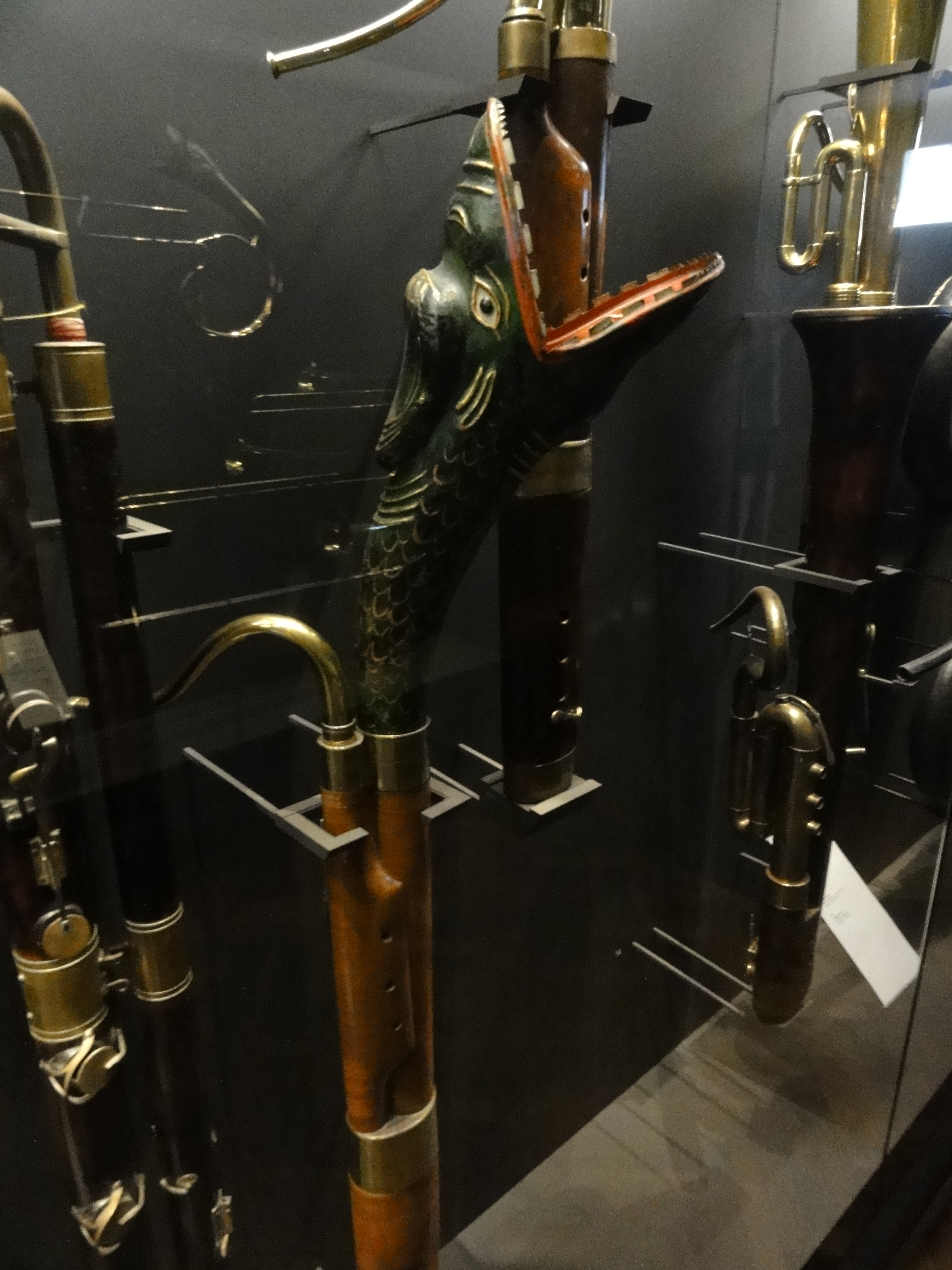
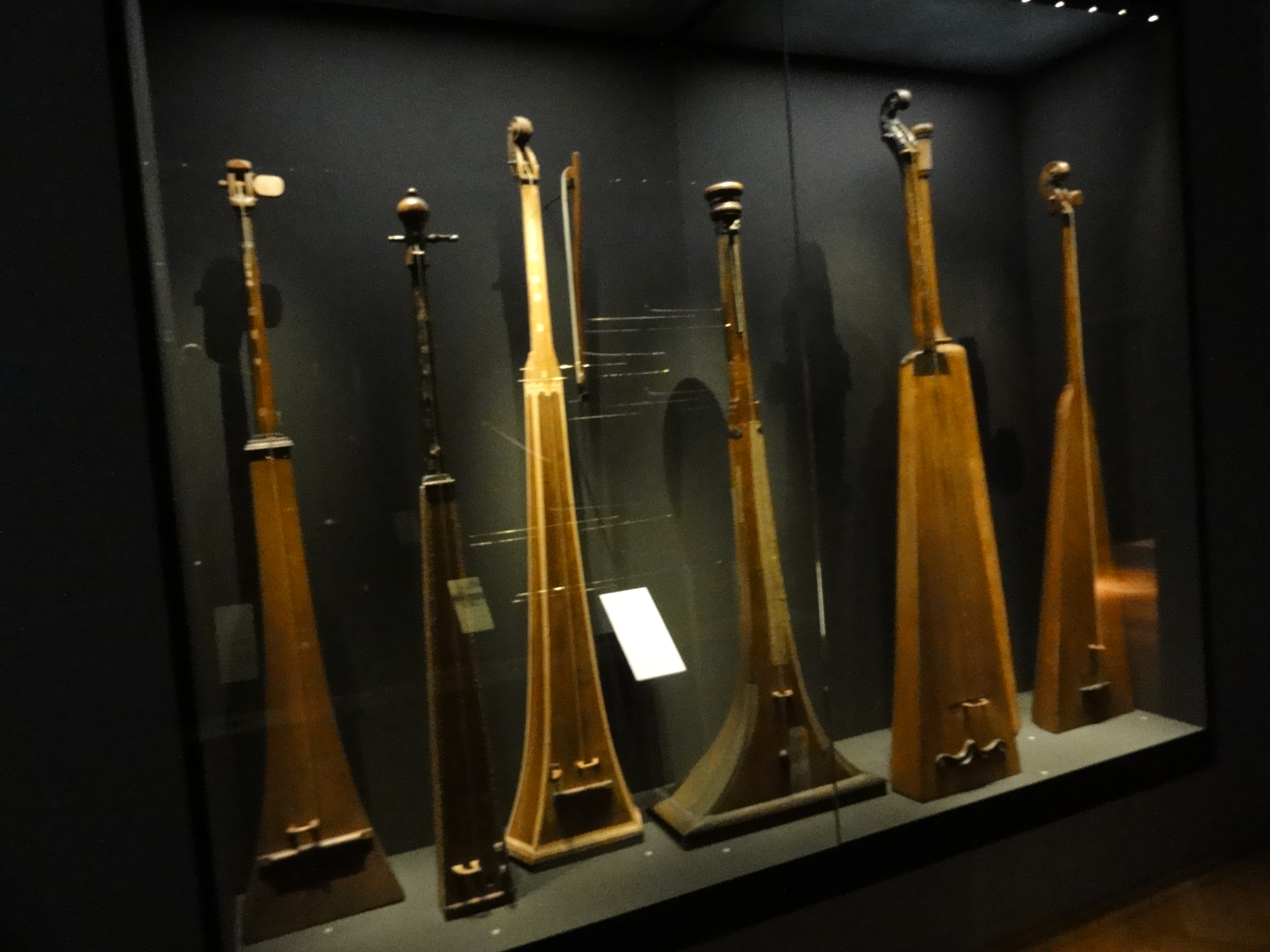
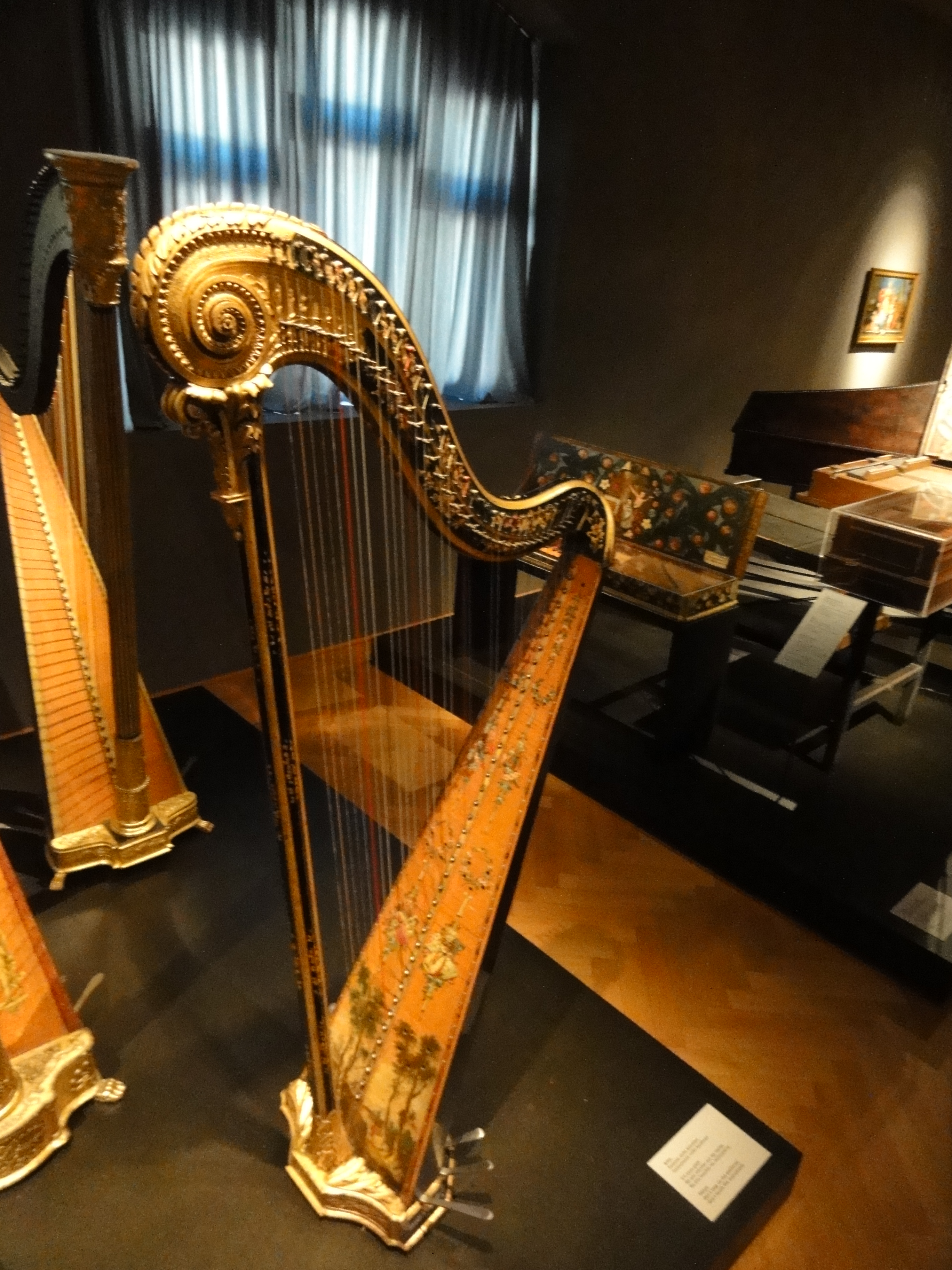
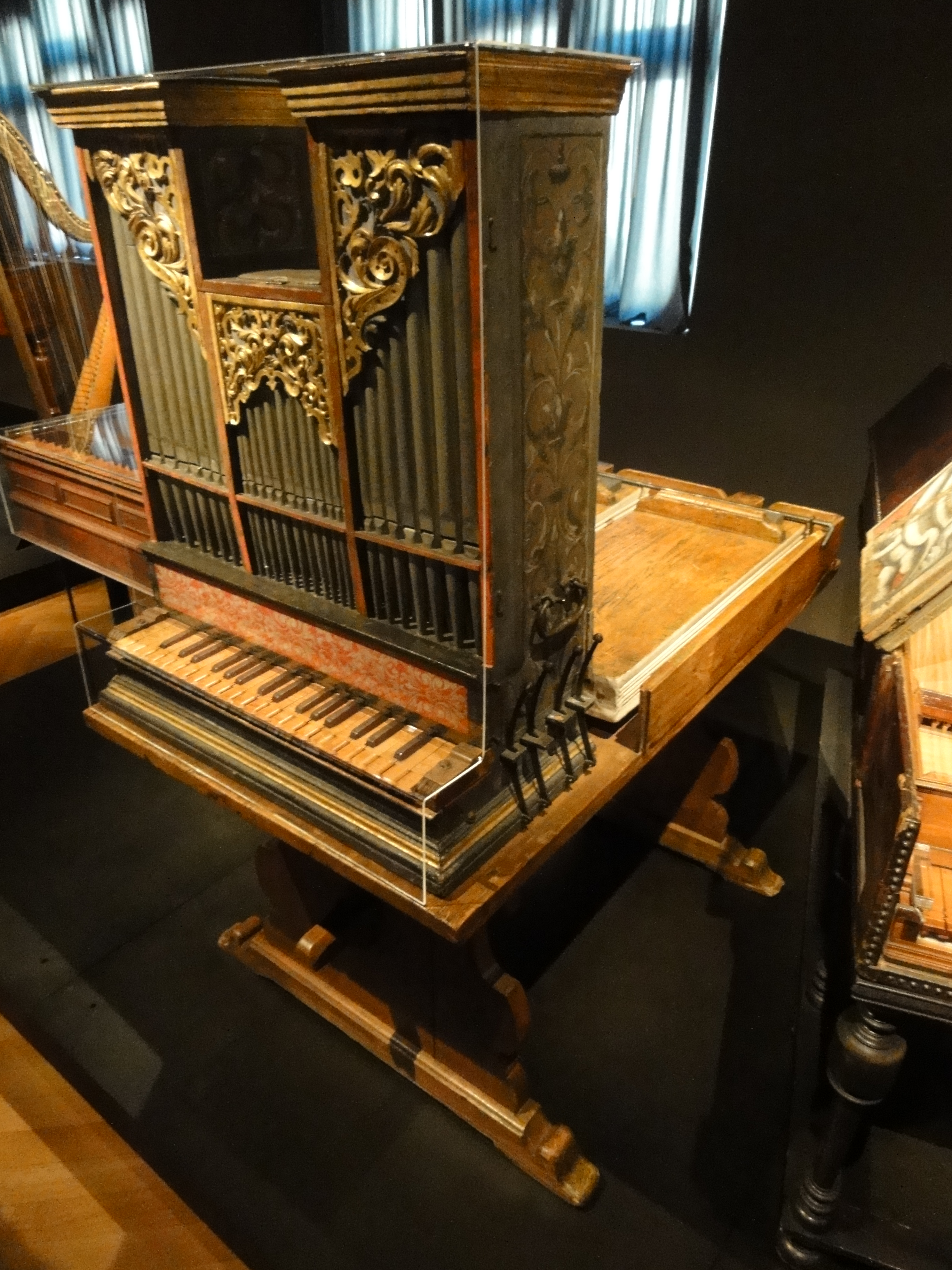
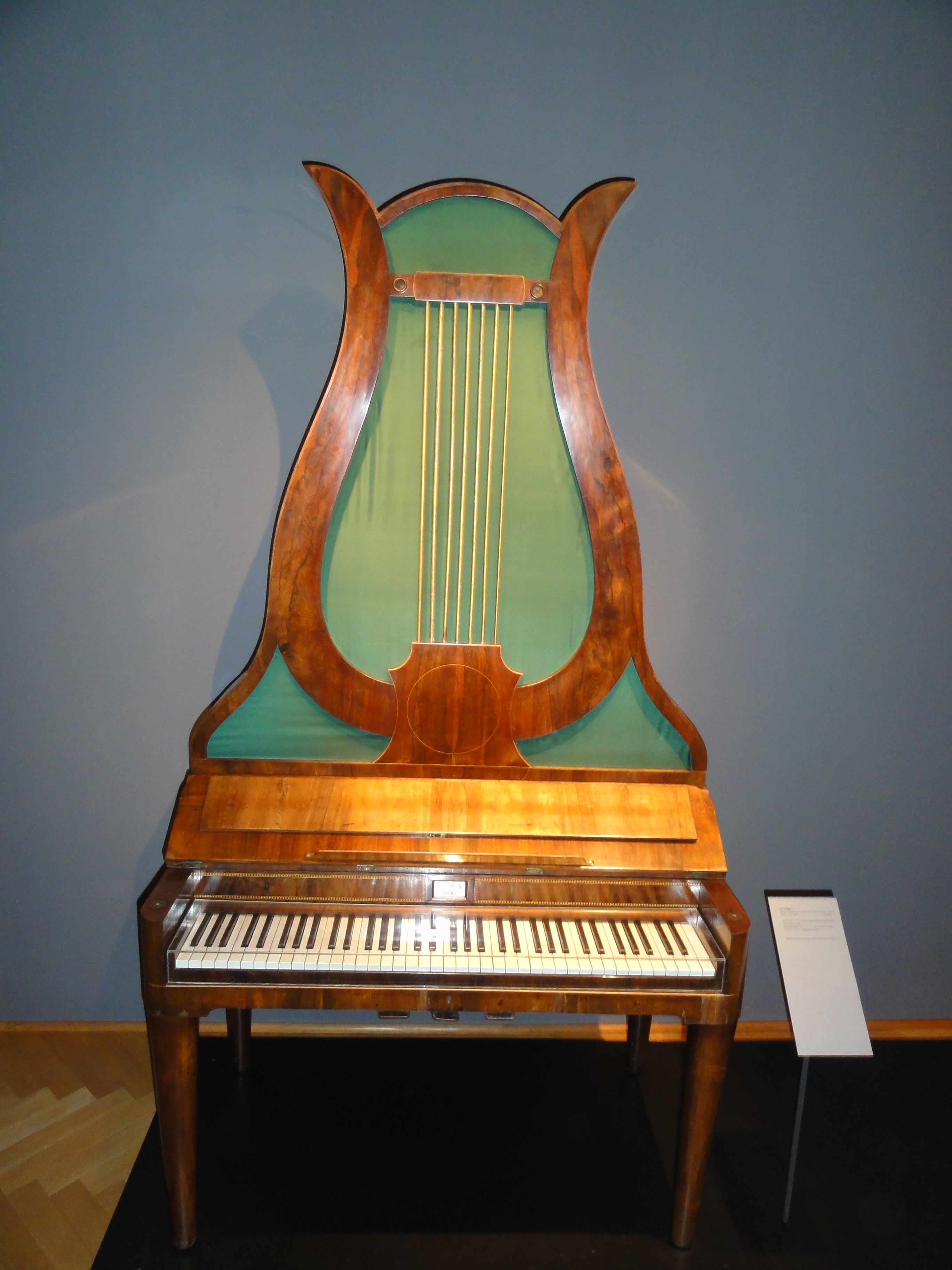